# Kușciove, Orihiv
Kușciove (în ucraineană Кущове) este un sat în comuna Novoivanivka din raionul Orihiv, regiunea Zaporijjea, Ucraina.

## Demografie
Componența lingvistică a localității Kușciove
     Ucraineană (92,67%)
     Rusă (7,33%)
Conform recensământului din 2001, majoritatea populației localității Kușciove era vorbitoare de ucraineană (92,67%), existând în minoritate și vorbitori de rusă (7,33%).